# Íñigo Ortiz de Retes

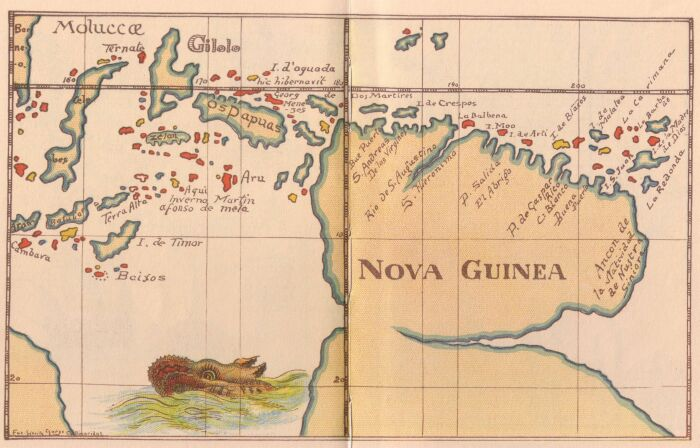
Nueva Guinea, mapa de 1600.

Íñigo Ortiz de Retes (Retes de Llanteno, Valle de Ayala, Álava – ¿?) fue un marino y explorador español del siglo XVI que navegó por el océano Pacífico reconociendo la costa norte de la isla de Nueva Guinea, y al que se le atribuye haber dado el nombre a la isla.

## Descubrimientos

Actividad española en Nueva Guinea.

Ortiz de Retes llegó a las islas Molucas con la expedición de Ruy López de Villalobos que cruzó el Pacífico desde Nueva España, de la cual era alférez general. El 16 de mayo de 1545, al mando de la San Juan, salió del puerto de Tidore, con la misión de volver a Nueva España, pero por otra ruta a la utilizada sin éxito por Bernardo de la Torre. Durante la singladura avistó varias islas a las que bautizó como Sevillana, Gallega y de los Mártires, las cuales han sido identificadas, no sin dudas, como las islas de Biak, Pulap y Supiori. Posteriormente llegó a la costa norte de una gran isla, la actual Nueva Guinea, la cual costeó durante cuatro días, desembarcando el 20 de junio cerca de la desembocadura de un río que llamó San Agustín, hoy en día llamado río Mamberamo. Tomó posesión de estos territorios para la Corona española, dándoles el nombre de Nueva Guinea debido a que sus habitantes le recordaron a los de las costas de la Guinea africana. Prosiguió la navegación, avistando numerosas islas, pero el 27 de agosto los pilotos decidieron que se debía desandar el camino. Finalmente la San Juan arribó a Tidore, el puerto de partida, tres meses y medio después de empezada la travesía.

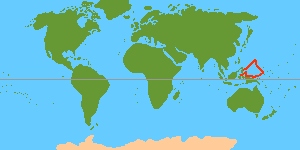
Travesía de Ortiz de Retes.